# Erich Kleiber (Schauspieler)
Erich Kleiber (* 12. November 1929 in Troppau, Tschechoslowakei; † 11. Dezember 1985) war ein deutsch-österreichischer Schauspieler, Kabarettist, Theaterregisseur und Synchronsprecher.

## Leben
Erich Kleiber spielte ab seinem sechsten Lebensjahr Kinderrollen am Stadttheater von Troppau, darunter Heinerle in Der fidele Bauer.
Hier besuchte er die Schauspielschule von Professor Otto. Er debütierte 1946 am Stadttheater Wien und wechselte noch im selben Jahr an das Volkstheater. 1947 spielte er am Neuen Theater in der Tizianstraße in Wien und am Lustspielhaus in der Occamstraße in München.
Von 1948 bis 1954 gehörte er zum Ensemble der Volksoper München, wo er auch als Regisseur tätig war. 1948/49 trat er am Stadttheater von Landsberg am Lech auf, 1950 am Kabarett „Die Mausefalle“ in Stuttgart. 1962 bis 1970 gehörte er dem Kabarett „Die Zwiebel“ in München an. 1966 wirkte er am Volkstheater München, wo er sich auch als Regisseur betätigte. 1974 bis 1976 agierte er am Fränkischen Theater Maßbach und 1982/83 am Staatstheater am Gärtnerplatz als Alter Fritz in Casanova. Dazu kamen Gastspiele und Tourneen.
Eine wichtige Theaterrolle Kleibers war die des Striese in Der Raub der Sabinerinnen. Zu seinen Inszenierungen zählten Drei Mann auf einem Pferd nach George Abbott und Der Schusternazi nach Ludwig Thoma. In den 70er Jahren wirkte er bei mehreren Filmkomödien  mit und hatte einen Dreijahresvertrag bei Artur Brauners CCC-Film.
Kleiber war für den Rundfunk auch als Autor tätig. Er verfasste vier Folgen der Hörspielreihe Die Experten und die Musikreihe Drei Paar Wiener mit Musik für den BR. Als Synchronsprecher arbeitete er vor allem für Zeichentrickfilme. Bei Curt Lindas Die Konferenz der Tiere (1969) lieh er seine Stimme dem Känguru und bei Lindas Shalom Pharao (1982) der Figur des Sekretarius. Er betätigte sich auch als Sänger mit selbst getexteten Chansons. Seine Kinder Claudia Kleiber (* 1965) und Clemens Kleiber (1967–1998) wirkten in der Jugendsendung Das feuerrote Spielmobil an der Seite ihres Vaters mit.

## Filmografie
- 1963: Meine Sünden – deine Sünden (Fernsehserie)
- 1964: Immer Ärger mit der Wirtin (TV)
- 1964: Kennen Sie Heberlein? (TV)
- 1965: Kommissar Freytag (Fernsehserie, 1 Folge)
- 1966: Die Hinrichtung (TV)
- 1966: Hobby (TV)
- 1966: Geheimagent Tegtmeier (TV)
- 1967: Casinoabend mit Damen (TV)
- 1967: Pechvogel – Ein Spectaculum für große und kleine Leute (TV)
- 1967: Der Vater und sein Sohn (Fernsehserie, 1 Folge)
- 1969: Eden ist fern (TV)
- 1970: Mit Pauken und Plaketten (TV)
- 1970: Schere-reien – Frisierte Indiskretionen (TV)
- 1970: Tausendundeine Nacht (Fernsehserie, 1 Folge)
- 1971: Die Computer-Show (TV)
- 1971: Wir hau’n den Hauswirt in die Pfanne
- 1971: Einer spinnt immer
- 1971: Unser Willi ist der Beste
- 1972: Mancher lernt's nie (TV)
- 1972: Außer Rand und Band am Wolfgangsee
- 1972: Quartett der Komiker (Fernsehserie)
- 1972: Pulle + Pummi (TV)
- 1972: Tingeltangel (Fernsehserie)
- 1972: Meine Tochter – deine Tochter
- 1972: Mensch ärgere dich nicht
- 1973: 100 Vierteljahr unter der Erde – Über die Schwierigkeit, Karl Valentin zu ehren (TV)
- 1973: Liebesgrüße aus der Lederhose
- 1973: Oh Jonathan – oh Jonathan!
- 1973: Geh, zieh dein Dirndl aus
- 1973: Mit der Liebe spielt man nicht
- 1974: Jorden runt med Fanny Hill
- 1974: Zwei Rebläuse auf dem Weg zur Loreley
- 1974: Zündschnüre (TV)
- 1975: Das Amulett des Todes
- 1975: Champagner aus dem Knobelbecher
- 1975: Das feuerrote Spielmobil (Fernsehserie)
- 1976: Der starke Ferdinand
- 1976: Freiwillige Feuerwehr (Fernsehserie)
- 1977: Stunde Null
- 1977: Liebesgrüße aus der Lederhose 3: Sexexpress aus Oberbayern
- 1977: Das Haus mit der Nr. 30 (Serie)
- 1977: Halbe-Halbe
- 1978: Liebesgrüße aus der Lederhose 4: Die versaute Hochzeitsnacht
- 1978: Messer im Kopf
- 1978: Liebesgrüße aus der Lederhose, 5. Teil: Die Bruchpiloten vom Königssee
- 1980: Der ganz normale Wahnsinn (Fernsehserie)
- 1981: Derrick (Fernsehserie, 1 Folge)
- 1981: Casanova (TV)
- 1982: Zeit genug (Fernsehserie)
- 1982: Der Androjäger (Fernsehserie)
- 1982: Love Unlimited
- 1983: Monaco Franze – Der ewige Stenz (Fernsehserie)
- 1983: Zuckerhut (TV)
- 1983: SOKO 5113
- 1985: Kaminsky – Ein Bulle dreht durch
- 1985: Die Krimistunde (Fernsehserie, Folge 19, Episode: „Dicker als Wasser“)
- 1986: Der wilde Clown
- 1986: Rosowski (Serie)